# كيرن بورنس
كيرن بورنس (بالإنجليزية: Kieran Burns)‏ (24 مارس 1992 بغلاسكو في المملكة المتحدة - ) هو لاعب كرة قدم بريطاني في مركز الهجوم. لعب مع نادي بارتيك ثيسل وإيرفين ميدو XI ‏ ونادي كلايدبانك ‏.

## وصلات خارجية
- كيرن بورنس على موقع قاعدة بيانات كرة القدم.إي يو (الإنجليزية)